# Darceta proserpina
Darceta proserpina är en fjärilsart som beskrevs av Stoll 1782. Darceta proserpina ingår i släktet Darceta och familjen nattflyn. Inga underarter finns listade i Catalogue of Life.

## Bildgalleri

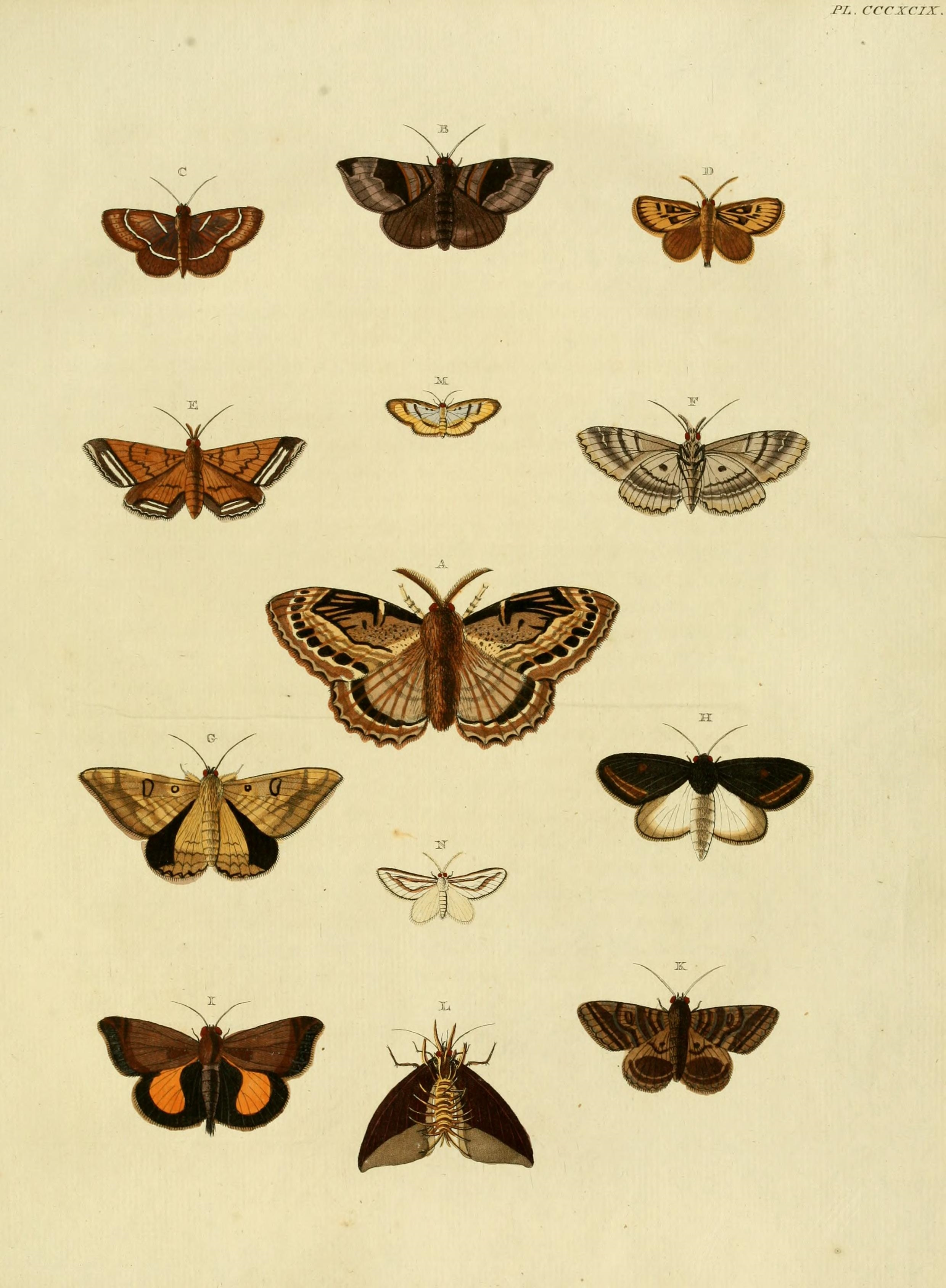